# Tout feu, tout flamme
Tout feu, tout flamme is een Franse film  van Jean-Paul Rappeneau die uitgebracht werd in 1982. 

## Samenvatting
Pauline is een jonge ambitieuze vrouw, die op een ministerie werkt. Vroeger heeft haar vader zijn gezin geruïneerd en in de steek gelaten. Sindsdien heeft ze resoluut de leiding van de familie op zich genomen. Haar vader is een energieke figuur, een charmante avonturier en fantast die af en toe nog opduikt in Parijs, waar de familie nog steeds woont. Op een dag komt hij weer eens boven water. Hij heeft voor iedereen geschenken meegebracht. Pauline is de enige die niet zo enthousiast reageert op zijn terugkeer. Ze is nog meer op haar hoede wanneer haar overenthousiaste vader hen zijn grootse plannen meedeelt. Volgens haar zouden die plannen het familiebezit, of wat er nog van overschiet, weer in gevaar kunnen brengen ...

## Rolverdeling
| Acteur             | Personage                                                                      |
| ------------------ | ------------------------------------------------------------------------------ |
| Yves Montand       | Victor Valance, de vader, avonturier en verleider                              |
| Isabelle Adjani    | Pauline Valance, de oudste dochter, gediplomeerde aan de polytechnische school |
| Alain Souchon      | Antoine Quentin                                                                |
| Lauren Hutton      | Jane                                                                           |
| Jean-Luc Bideau    | Raoul Sarazin                                                                  |
| Pinkas Braun       | Monsieur Nash                                                                  |
| Jean-Pierre Miquel | de minister van Economie en Financiën                                          |
| Jean Rougerie      | de dokter                                                                      |
| Madeleine Cheminat | mevrouw Valance                                                                |
| Jeanne Lallemand   | Delphine Valance                                                               |
| Amélie Gonin       | Juliette Valance                                                               |
| Facundo Bo         | de secretaresse van Nash                                                       |
| Pierre Le Rumeur   | mijnheer Brenno                                                                |
| Rose Thierry       | mevrouw Chapon                                                                 |
| Alain Frérot       |                                                                                |